# クローザ
クローザ（伊: Crosa）は、イタリア共和国ピエモンテ州ビエッラ県にある分離集落（フラツィオーネ）。
かつては独立した自治体（コムーネ）であったが、2016年1月1日、レッソーナへ編入され、新自治体の一部となった。

## 地理

### 位置・広がり

#### 隣接コムーネ
コムーネとしてのクローザは、以下のコムーネと隣接していた。
- カザピンタ
- コッサート
- レッソーナ
- ストローナ